# Black & Blue (festival)
Pour les articles homonymes, voir Black and Blue.
Le Black & Blue est un festival d'événements bénéfice LGBT annuel se déroulant à Montréal en octobre depuis 1991. Le festival est organisé par la Fondation Bad Boy Club Montréal, qui aide les groupes communautaires LGBTQ+ . 
Le festival possède une bonne réputation internationale avec plusieurs milliers de personnes à chaque année. Le point culminant de ce festival est le party du dimanche de l'Action de Grâce. Cet événement fait partie du Circuit gai et de la scène musicale mondiale, il est l'un des plus grands de ce type en Amérique du Nord. L'édition 2019 a eu lieu au Théâtre Olympia sous le thème Masque.  

## Membres du comité organisateur 2020
Robert J. Vézina •  Christian Gagné-Cholette • Éric Beaudry-Archambault •Pierre Perreault • Dan Saycool • Éric Beaudette • William Michael Labar  • Luc L’Heureux  • Marc Garceau • Renée-Claude Morin  • Eric Leduc • André Bousquet  • Yanick Daigle • Anne Joceline Cyr  • Gabriel Rousseau • Fréd Gouin •

## Liste des événements
| Année | Série                | No. des évènements | Participants | Locale                          | Thème                       | Les DJs |  |
| ----- | -------------------- | ------------------ | ------------ | ------------------------------- | --------------------------- | --- |  |
| 1991  | Black & Blue I       | 1                  | 800          | Ancien Hotel des Ancans         |                             | DJ Mark Anthony |  |
| 1992  | Black & Blue II      | 1                  | 2 500        | Metropolis                      |                             | DJ Billy Carroll, DJ Ronnie Ventura |  |
| 1993  | Black & Blue III     | 4                  | 7 000        | Ampithéâtre Bell                |                             | DJ Susan Morabito, DJ Stephen Wallace |  |
| 1994  | Black & Blue IV      | 9                  | 2 000        | Ampithéâtre Bell                |                             | DJ Junior Vasquez, DJ Luc Raymond |  |
| 1995  | Black & Blue V       | 11                 | 3 000        | Stade olympique de Montréal     |                             | DJ Junior Vasquez, DJ Mark Anthony, DJ Robert Ouimet |  |
| 1996  | Black & Blue VI      | 18                 | 3 500        | Stade olympique de Montréal     |                             | DJ Danny Tenaglia, DJ Mark Anthony, DJ Eddie X. |  |
| 1997  | Black & Blue VII     | 27                 | 4 000        | Palais des congrès de Montréal  |                             | DJ Danny Tenaglia, DJ Mark Anthony, DJ Brent Nicholls |  |
| 1998  | Black & Blue VIII    | 36                 | 5 000        | Palais des congrès de Montréal  |                             | DJ Victor Calderone, DJ Mark Anthony, DJ Rob Davis |  |
| 1999  | Black & Blue IX      | 50                 | 6 500        | Stade olympique de Montréal     |                             | DJ Mark Anthony, DJ Victor Calderone, DJ Abel |  |
| 2000  | Black & Blue X       | 50                 | 7 500        | Stade olympique de Montréal     |                             | DJ Mark Anthony, DJ Peter Rauhofer, DJ Tom Stephan, DJ Laflèche, DJ Saeed + Palash, DJ Stephan Grondin |  |
| 2001  | Black & Blue XI      | 50                 | 7 500        | Stade olympique de Montréal     |                             | DJ Manny Lehman, DJ Satoshi Tomiie, DJ Saeed + Palash, DJ Alain Vine, DJ Stephan Grondin |  |
| 2002  | Black & Blue XII     | 50                 | 7 000        | Stade olympique de Montréal     |                             | The Human League, DJ Tracy Young, DJ Paulette, DJ Tom Stephan, DJ Mark Anthony |  |
| 2003  | Black & Blue XIII    | 50                 | 7 000        | Palais des congrès de Montréal  |                             | DJ Mat Ste-Marie, DJ Paulette, DJ Ted Patterson, DJ James Andersen, DJ Mark Anthony |  |
| 2004  | Black & Blue XIV     | 50                 | 7 000        | Palais des congrès de Montréal  |                             | Cirque du Soleil, DJ Gilles Massicotte, DJ Michael Kaiser, DJs Chus & Ceballos, DJ Roger Sanchez, DJ Marl Anthony |  |
| 2005  | Black & Blue XV      | 50                 | 7 500        | Stade olympique de Montréal     |                             | DJ Danny Tenaglia, DJs Chus & Ceballos, DJ Mat Ste-Marie, DJ Eloi Brunelle |  |
| 2006  | Black & Blue XVI     | 50                 | 6 500        | Stade olympique de Montréal     |                             | DJ Antoine Clamaran, DJs Chus & Ceballos, DJ Charles Poulin, DJ Marl Anthony |  |
| 2007  | Black & Blue XVII    | 45                 | 6 000        | Stade olympique de Montréal     | Power Trip                  | DJ Clubtrotter (aka Mat Ste-Marie), DJ D-Formation, DJ Gabriel & Dresden, DJ Mark Anthony, DJ Michael Kaiser, DJ Misstress Barbara, DJ Peter Rauhofer, DJ Robert de la Gauthier, DJ Stéfane Lippé                                                                                |  |
| 2008  | Black & Blue XVIII   | 45                 | 6 000        | Palais des congrès de Montréal  | Digital Paradise            | DJ Miguel Graça, DJ Dave Seaman, DJ Peter Rauhofer, DJ Mark Anthony, DJ D-Formation |  |
| 2009  | Black & Blue XIX     |                    | 7 000        | Palais des congrès de Montréal  | Lite Switch                 | DJ Franco Fabi, DJ Dave Seaman, DJ John Digwood, DJ Sasha |  |
| 2010  | Black & Blue XX      |                    | 8 000        | Palais des congrès de Montréal  | 20 ans                      | |  |
| 2011  | Black & Blue XXI     |                    | 6 000        | Stade olympique de Montréal     | BlackJack                   | The Cube Guys, Dj’s Rosabel, Dj Vibe, Mark Anthony, D-Formation, Hernan Cattaneo, Scott James, Offset, Artento Divini, Marcus Schossow, Max Graham, Super 8 & Tab, Andy Moor, W&W, John O’callaghan, Leon Bolier, Arnej, Ummet, Ozcan, Mark Sherry, Hollow Earth                 |  |
| 2012  | Black & Blue XXII    |                    | 5 000        | Palais des congrès de Montréal  | SuperSonic                  | |  |
| 2013  | Black & Blue XXIII   |                    |              | Arsenal                         |                             | Richard Durant (Amsterdam), Dennis Ferrer (New York) Pagano |  |
| 2014  | Black & Blue XXIV    |                    | 3 000        | Palais des congrès de Montréal  |                             | Pascal B (MTL) Philip White (MTL) Stephan Grondin (MTL) |  |
| 2015  | Black & Blue XXV     |                    |              | Amphithéâtre Pierre-Charbonneau | Red Light District Montréal | Paolo Rocco ay London Morabito The Cube Guys Wally Lopez Mark Anthony Stéphane Moraille Lulu Hugues Kim Richardson, |  |
| 2016  | Black & Blue XXVI    |                    |              | Amphithéâtre Pierre-Charbonneau | Stardust                    | Ian key (montreal),Morabito (New york) , Alain Jackinsky (Montreal), Danny Howells (united kingdom) |  |
| 2017  | Black & Blue XXVII   |                    |              | Amphithéâtre Pierre-Charbonneau | luminocity                  | kev J (Montreal) ,Erez ben Ishay, Roger Sanchez, Victor Calderone, Eric Vallée, Chris de la Costa, Morabito, Marc Paquet, Kitty Glitter, |  |
| 2018  | Black & Blue XXVIII  |                    |              | MTelus                          | Chrome                      | DJ Tom Stephan (UK), Marc Paquet (MTL), Ashley Gauthier (Ottawa), Kev-J (MTL), Le Cantin (MTL), Laura Scavo (MTL), Dan YUL (MTL). Erik Vilar (Brésil), Ultra Naté (Usa), Roger Sanchez (NY), Abel Aguilera (MI), Angel Moraes (Esp), Stephan Grondin (MTL), Kristen Knight (Mi), |  |
| 2019  | Black & Blue XXVIIII |                    |              | Théâtre Olympia                 | Masque                      | DJ Stefane Lippé, Le Cantin, Diskommander, Dan YUL, Lady McCoy, Stephan Grondin, Kev-J, The Cube Guys, Alain Jackinsky, Jonny Marciano, Angel Moraes, Hex Hector |  |
| 2020  | Black & Blue         |                    |              | reporté à 2021                  |                             | pandémie de covid 19 |  |
| 2021  | Black & Blue XXX     |                    |              | Advenu ?                        | ?                           | Advenu ? |  |